# La Modiste
La Modiste est un tableau peint en 1900 par Henri de Toulouse-Lautrec. Il mesure 61 sur 49,3 cm. Il est conservé au musée Toulouse-Lautrec à Albi. 